# 山元哲治
山元 哲治（やまもと てつじ、1961年1月28日 - ）は、日本のゲームクリエーター、プロデューサー、作詞家。
株式会社バンダイ、株式会社ウィズ、株式会社ソニー・ミュージックエンタテインメント、株式会社ソニー・コンピュータエンタテインメント（SCE）を経て、現在はゲーム制作会社である株式会社epicsの代表取締役社長兼CEOに就任している。

## プロフィール
東京都八王子市生まれ。小中学校を世田谷区～渋谷区で過ごし、石川県立金沢商業高等学校を卒業。
株式会社バンダイ、株式会社ウィズ、株式会社ソニー・ミュージックエンタテインメントを経て、株式会社ソニー・コンピュータエンタテインメント（SCE）の創業メンバーとしてPlayStationの立ち上げに尽力。ジャンルに捉われないユニークなアイデアの数々で名作を生み出し続け、ヒットメーカーとして多大なる功績を残した（PlayStation20周年企画! PlayStationの名作を手掛けたプロデューサーたち）。
手掛けた作品は、『ジャンピングフラッシュ』『ポポロクロイス物語』『I.Q Intelligent Qube』『がんばれ森川くん2号』『やるドラ』シリーズなど多数。
2006年SCEを退社し、現在はゲーム制作会社、株式会社epicsの代表取締役社長兼CEO。

## 略歴
- 1979年 - バンダイ運輸株式会社に入社。
- 1981年 - 株式会社バンダイに転籍。
- 1986年 - 株式会社ウィズの取締役に就任。
- 1987年 - 株式会社ジェン・クリエイティブハウスの代表取締役に就任。
- 1992年 - 株式会社ソニー・ミュージックエンタテインメント。
- 1993年 - 株式会社ソニー・コンピュータエンタテインメントに転籍、ソフト制作部門で部長兼エグゼクティブプロデューサーを担当。
- 2006年 - 株式会社ウィズの取締役および株式会社epicsの代表取締役に就任。
- 2008年 - ウィズからepicsが独立。
- 2021年 - 株式会社epicsの代表取締役に辞任。
- 2021年 - 株式会社ユークスに入社しパブリッシング事業執行役員に就任。
- 2021年 - 株式会社ユークスの取締役副社長に就任。
- 2021年 - 株式会社ユークスミュージックの代表取締役社長に就任。
- 2021年 - 株式会社ファインの取締役に就任。
- 2023年 - 株式会社ユークスの取締役副社長に辞任。
- 2023年 - 株式会社ユークスミュージックの代表取締役社長に辞任。
- 2023年 - 株式会社ファインの取締役に辞任。
- 2023年 - 株式会社エクスプラスの顧問。
- 2023年 - 株式会社epicsに復帰し取締役副会長兼プロデューサーに就任。

## 作品

### 企画・ディレクション
- 1987年 - 所さんのまもるもせめるも（ファミリーコンピュータ）
- 1988年 - ビバ・ラスベガス（ファミリーコンピュータ）
- 1991年 - 白熱プロ野球 ガンバリーグ（スーパーファミコン）

### 企画・プロデュース
- 1995年 - ジャンピングフラッシュ（PlayStation）
- 1995年 - ポポロクロイス物語（PlayStation）
- 1995年 - PHILOSOMA（PlayStation）
- 1997年 - I.Q（PlayStation）
- 1997年 - がんばれ森川君2号（PlayStation）
- 1998年 - ポポローグ（PlayStation）
- 1998年 - やるドラシリーズ（PlayStation）
- 2000年 - ポポロクロイス物語II（PlayStation）
- 2001年 - ボクと魔王（PlayStation 2）
- 2014年 - CHAMPION'S GOLF（Smartphone）

## ポポロクロイス物語
1980年代後期、EPIC SONY RECORDSニューメディア部GS制作課のディレクターだった山元は、企画ネタを探している最中にアニメ制作会社の社長にTVシリーズ『ポポロクロイス物語』の企画書を紹介される。
この時点では、このTVシリーズの企画書は数年前にボツになったものだったが、ゲーム用の企画ネタとして使えると判断した山元は、スーパーファミコンソフトのゲームとして企画を立てて会社に提案した。
ところが、ソニーと任天堂が共同開発したスーパーファミコン互換機であるPlayStation事業が立ち上がり、急遽、スーパーファミコン互換機PlayStation専用ソフトとして『ポポロクロイス物語』の企画を練り直し、企画書を書き直した。
しかし、同事業は諸般の事情により発売が頓挫。ソニーは独自制作によるゲーム事業進出を決め、現在のPlayStationが生まれる。これにより、同ソフトの企画書は三度めの書き直しを行うことになり、本格的な制作がスタート。現在のPlayStation『ポポロクロイス物語』はそれから3年半後の1996年7月12日にリリースされた。
『ポポロクロイス物語』の原作者、田森庸介とは二十数年の付き合い。『ポポロクロイス物語』『ポポローグ』『金と月のマヤ』など田森作品の原作権は山元が代表を務める株式会社epicsがライツ活動を行っている。